# День воздухоплавания Украины

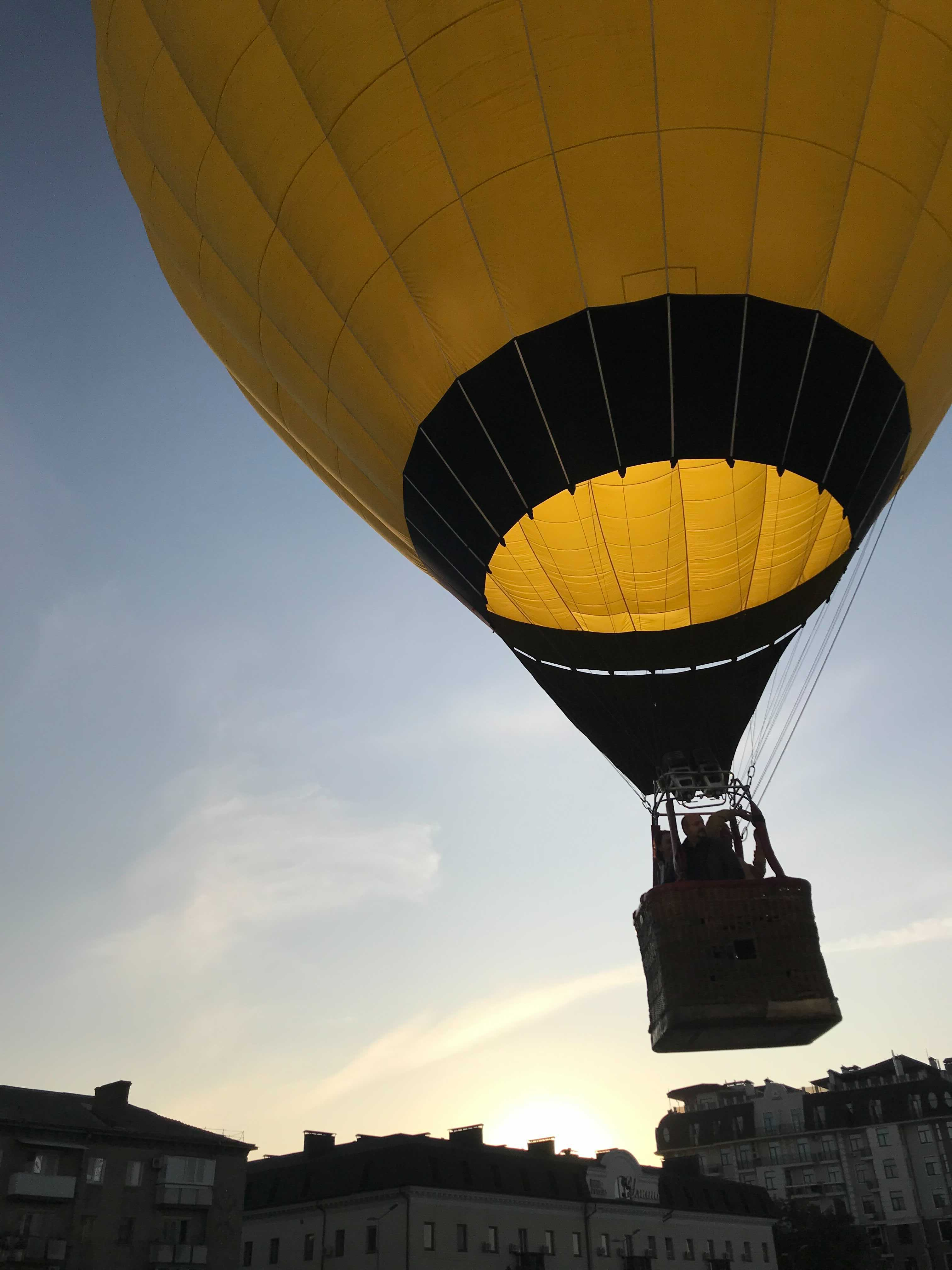

День воздухоплавания Украины — праздник аэронавтов и работников воздухоплавания Украины. Отмечают ежегодно 15 сентября.

## История
Ежегодно, в сентябре, работники воздухоплавания отмечают годовщину первого свободного полета на аэростате живых существ. Истоки праздника уходят из 19 сентября 1783, когда в Версале в присутствии французского короля Людовика XVI и его жены Марии Антуанетты, братья Жозеф и Этьен Монгольфье осуществили запуск аэростата, наполненного горячим дымом. В гондоле находились овца, петух и утка.
Праздник установлен 15 сентября 2019. Национальным реестром рекордов Украины с помощью координационной группы и технологии FlyTech был зафиксирован рекорд: одновременный запуск 31 аэростата с 12 населенных пунктов Украины. Организатором рекорда выступило Украинское воздухоплавательное общество.